# Amegilla acraensis
Amegilla acraensis là một loài Hymenoptera trong họ Apidae. Loài này được Fabricius mô tả khoa học năm 1793.
Loài này phân bố ở Zimbabwe.